# THE LAST SYMPOSIUM 〜米米CLUBラスト・ライブ in 東京ドーム〜
『THE LAST SYMPOSIUM 〜米米CLUBラスト・ライヴ in 東京ドーム〜』（ザ ラスト シンポジウム こめこめクラブ ラストライヴ イン とうきょうドーム）は、米米CLUBのライブ・アルバム。発売元はSony Records（現ソニー・ミュージックレコーズ）。

## 解説

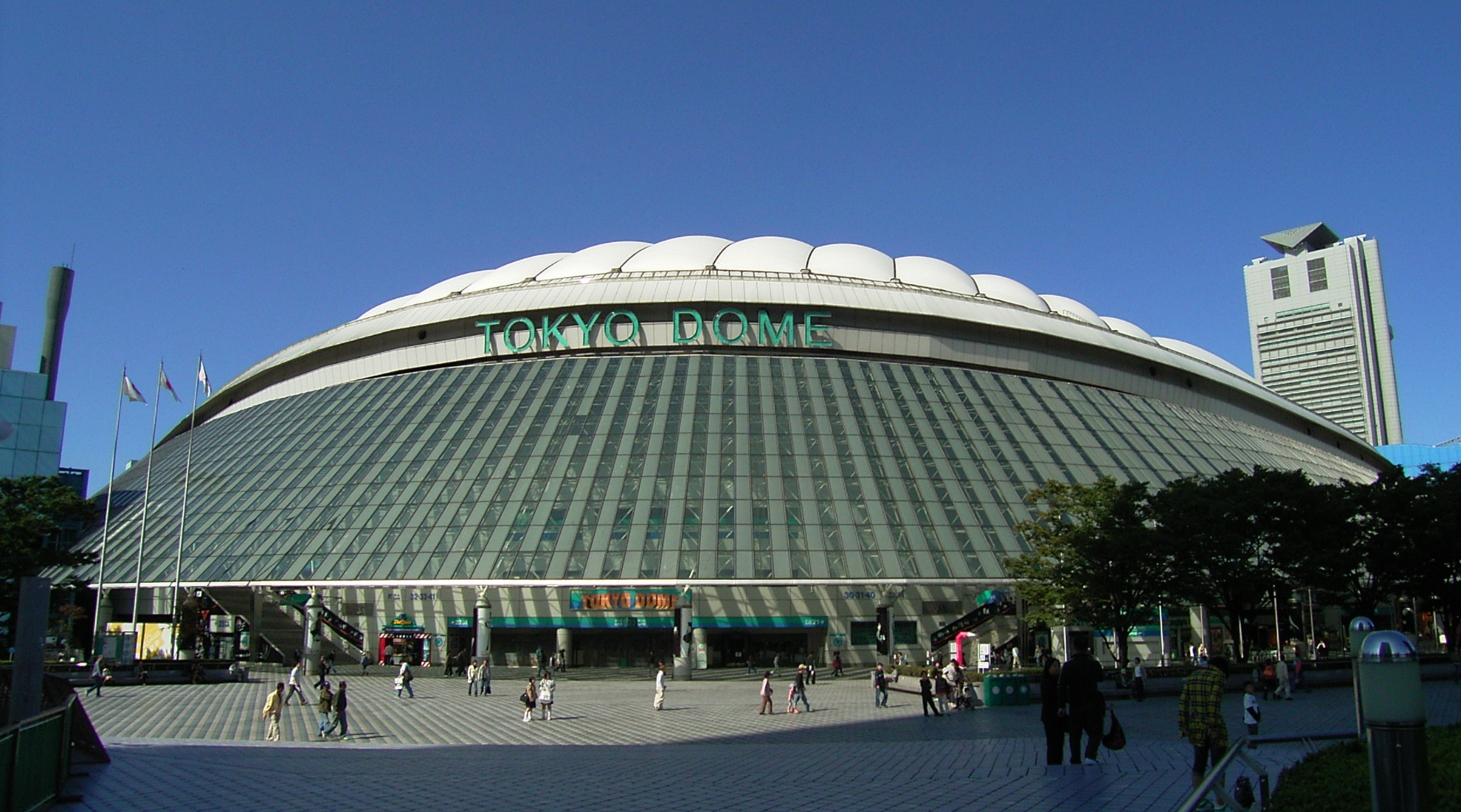
米米CLUB『THE LAST SYMPOSIUM』公演が行われた東京ドーム

1997年3月5日、3月6日の2日間に東京ドームで行われた米米CLUBの解散コンサート「THE LAST SYMPOSIUM」の公演を3枚のCDに190分に渡り収録した米米初のライブ・アルバム。10万枚限定で発売。スペシャルボックスパッケージ仕様で豪華フォトブック付属。3枚目のCDはCD EXTRA仕様となっており、ライブの写真やこれまでのライブ情報、ディスコグラフィーを閲覧できる。
このライブはラストという事もあり、当時のメンバー16人+1995年に脱退したギターのジョプリン得能（得能律郎）、ドラムのRYO-J（坂口良治）、1996年に脱退した「シュークリームシュ」のマリ（天ヶ谷真利）が全編に渡って、初期に脱退したギターの博多めぐみ（坂本琢司）、パーカッションのマル（丸山龍男）、ダンサーチーム「シュークリームシュ」のサトミ（青山聡美）が一部の曲で参加した。
実際のステージは本編がたった2曲で終了するという前代未聞の内容であったが、「BONUS SHOW TIME」（米米のライブにおけるアンコールのこと）が2時間以上続くという最後までエンターテインメント精神溢れるステージとなった。ちなみに入場者数も44,444人が2公演で88,888人と、「8」にこだわった米米らしい演出を徹底させている。「ごきげんよう！PARTY NIGHT」では、入場者に配布された白いハンカチがドーム中を舞った。代表曲の網羅はもちろんカールスモーキー石井の小芝居、BHBとSUE CREAM SUEの各コーナー、J.O登場と山本リンダのカバー、そして「Shake Hip!」でのフィナーレと、米米の集大成と呼んでも差支えがないと思われるステージであった。

## 参加ミュージシャン

### KOME KOME CLUB
- ジェームス小野田（小野田安秀）：ボーカル
- カールスモーキー石井（石井竜也）：ボーカル
- BON（大久保謙作）：ベース
- ジョプリン得能（得能律郎）：ギター
- BE（林部直樹）：ギター
- RYO-J（坂口良治）：ドラムス
- フラッシュ金子（金子隆博）：サクソフォーン、キーボード
- MINAKO（金子美奈子）：ダンサー（SUE CREAM SUE）
- MARI（天ヶ谷真利）：ダンサー、パーカッション（SUE CREAM SUE）
- 河合わかば（河合伸哉）：トロンボーン (BIG HORNS BEE)
- ヒマラヤン下神（下神竜哉）：トランペット (BIG HORNS BEE)
- オリタ・ノボッタ（織田浩司）：サクソフォーン (BIG HORNS BEE)
- フッシー小林（小林太）：トランペット (BIG HORNS BEE)
- マチコ（菅木真智子）：コーラス
- またろう（三沢またろう）：パーカッション
- トシ（高畠俊男）：ドラムス
- ジュリアーノ勝又（勝又隆一）：キーボード
- コータロー（竹下宏太郎）：ダンサー
- シンジ（吉浦進二）：ダンサー

### GUEST MUSICIANS
- 博多めぐみ（坂本琢司）：ギター
- マル（丸山龍男）：パーカッション
- サトミ（青山聡美）：ダンサー（SUE CREAM SUE）

## 収録曲

### Disc1
1. INTRODUCTION〜みんなよっといで
2. ワンダブル解散でぃ
3. ごきげんよう！PARTY NIGHT
4. BONUS SHOW TIME
5. 愛 Know マジック
6. 竹馬POPSメドレーのテーマ
7. ひとすじになれない
8. 君がいるだけで
9. 浪漫飛行
10. ホテルくちびる
11. ニュー・スタイル
12. STYLISH WOMAN
13. SO COOL
14. FOXY-危険な恋
15. オイオイオイ マドロスさん

### Disc2
1. DEAD OR ALIVE
2. 恋はメキメキ
3. Beautiful DX
4. プラムジュース
5. ショック ショック 大ショック
6. 愛してバタフライ
7. J.O登場のテーマ
8. 美熱少年
9. ドームシンポ
10. Special Love
11. あ!あぶない!
12. 狂わせたいの
13. 嫁津波
イントロでザ・ナックの「マイ・シャローナ」を引用したフレーズが登場する。CDではノーカットで収録されているが、DVDではカットされた。再結成後2009年「SUNRICE 宇宙からの地球編」のDVDで同じトラックを用いて演奏された際は該当箇所のみ別音源に差し替えてテロップの断り書きを入れた上で収録された。
14. カナダからの手紙

### Disc3
1. ダンシング・オールナイト
2. 愛はふしぎさ
3. I・CAN・BE
4. あたいのレディーキラー
5. 抱きしめたい
6. じんじんさせて
7. sure danse(sûre danceと記載されている)
8. KOME KOME WAR
9. どうにもとまらない
10. なんですか これは
11. なんでもいいんじゃないの
12. なんちゅうこと言うの
13. FUNK FUJIYAMA
14. ア・ブラ・カダ・ブラ
15. OH! 米 GOD!
16. Peeping Tom
17. かっちょいい!
18. Just U
19. Child's days memory
20. Shake Hip!